# Putineiu
Putineiu es una comuna ubicada en el distrito de Teleorman, Rumania.

## Superficie
Posee una superficie de 81,43 kilómetros cuadrados.

## Demografía
Hasta 2021 la población era de 2058 habitantes, con una densidad de población de 25,27 habitantes por kilómetro cuadrado.